# Il cavaliere misterioso (film 1948)
Il cavaliere misterioso è un film del 1948 diretto da Riccardo Freda.

## Trama
Gli agenti segreti di Caterina II di Russia rubano una lettera compromettente della Dogaressa, la moglie del doge di Venezia. Il documento è molto importante perché Caterina vuole annettere al suo impero alcuni territori veneziani, contro il volere del Doge. Il segretario del doge, Antonio Morin, che è anche fratello di Giacomo Casanova, viene ingiustamente accusato del furto e condannato a morte.
Casanova, sebbene esiliato e con una taglia sulla testa, ritorna segretamente a Venezia per aiutare suo fratello. Riesce ad incontrarlo ed ottiene informazioni preziose e inizia a indagare da solo.
Scoprirà che il documento è stato sottratto da una società segreta con sede a Vienna e presieduta dal conte Ipatieff, che mira alla creazione di una lega dei popoli slavi sotto l'egida di Caterina II di Russia e vuole detronizzare il Doge di Venezia.
A Vienna, Casanova incontra Elisabetta, una giovane cameriera, di cui si innamora, che lo mette in contatto con i cospiratori. Fugge da un'imboscata con l'aiuto della contessa Ipatieff, la moglie del capo cospiratore, e scopre che il corriere della lettera è la contessa Lehmann, che segue in Russia.
Qui Casanova salva la vita dell'imperatrice durante una caccia all'orso e alla fine riesce a ritrovare la lettera nel palazzo della zarina. Fugge, quindi, su una slitta con Elisabetta inseguiti dai cosacchi, ma Elisabetta viene ferita e muore tra le braccia di Casanova.
L'avventuriero compie la sua missione di consegna della lettera e poi lascia Venezia.

## Produzione

### Luoghi delle riprese
Gli esterni, per le ambientazioni nella steppa russa, sono stati girati nel Parco nazionale degli Abruzzi, le scene ambientate a Vienna sono invece state girate a Pescasseroli.

## Distribuzione
Il film venne distribuito nelle sale cinematografiche italiane il 1º novembre del 1948.

## Accoglienza
Il film ebbe molto successo tra il pubblico, incassando 180.000.000 di lire dell'epoca.

## Curiosità
Sul set del film il regista conobbe Gianna Maria Canale, considerata una delle più belle attrici del cinema italiano degli anni '50, e tra i due nacque una relazione che durò per tanto tempo portandoli a lavorare insieme in altri 12 film.